# 2025년 가자 지구 구호품 배급 현장 살해 사건
2025년 5월 27일부터 1,054명 이상의 팔레스타인 민간인이 사망하고 수천 명이 더 부상당했다. 이들은 가자 지구에 있는 미국과 이스라엘이 지원하는 가자 인도주의 재단(GHF)이 운영하는 새로 설립된 원조 배급 장소에 접근하다가 이스라엘 방위군(IDF), GHF가 고용한 계약자, 그리고 무장 갱단에 의해 총격을 받았다. 이 살해 사건은 2025년 3월 초부터 가자에 대한 인도주의적 원조를 심각하게 제한하여 가자 인도주의적 위기를 악화시킨 11주간의 이스라엘 봉쇄 이후 GHF의 작전 첫날부터 발생하기 시작했다. 2025년 7월 15일, 유엔 인권최고대표사무소(OHCHR)는 7월 13일 현재 팔레스타인 원조를 구하는 875명이 사망했으며, 이 중 674명은 원조 현장 근처에서, 201명은 원조 호송대 경로 근처 또는 위에서 사망했다고 확인했다. 7월 5일, 가자 보건부는 최소 743명의 팔레스타인인이 사망하고 4,891명 이상이 부상당했다고 보고했다. 앞서 7월 1일, 보건부는 사망자 중 약 70%가 GHF 현장에서 사망했다고 언급했다.
미국의 비영리 단체인 헌법 권리 센터는 GHF가 전쟁범죄, 인도에 반한 죄, 팔레스타인인에 대한 집단학살에 대한 공모에 법적 책임이 있을 가능성이 있다고 본다. 국제앰네스티가 수집한 증거는 GHF의 목적이 "이스라엘의 집단학살의 또 다른 도구가 되면서 국제적 우려를 무마하는 것"이라고 시사한다. 유엔과 세이브 더 칠드런 및 옥스팜을 포함한 170개 이상의 자선단체 및 비정부 기구들은 GHF가 인도주의적 규범을 준수하지 못하고 200만 명의 팔레스타인인을 과밀하고 군사화된 지역으로 강제 이주시켰으며 원조를 구하는 사람들을 거의 매일 공격에 노출시켜 인도주의적 규범을 위반했다고 비난한다. 또한, 이들 단체는 GHF와 그 계획을 즉시 폐쇄할 것을 요구한다.
2025년 6월 말, 하아레츠는 IDF 병사들이 비무장 군중에 발포하여 "식량 배급 센터에서 멀리 떨어지게 하라"는 명령을 받았다고 보도했다. Safe Reach Solutions(SRS)와 같은 미국 보안 계약자들도 원조를 구하는 팔레스타인인들에게 실탄을 발사하고 섬광탄을 던졌다고 알려졌다.

## 배경
가자 인도주의 재단(GHF)은 2025년 2월 미국 델라웨어주와 스위스 제네바에 등록되었으며, BBC는 가자에 대한 "유엔의 주요 원조 공급자 역할을 대체하는" 것을 목표로 한다고 설명했다. 이 재단은 도널드 트럼프 2기 행정부와 이스라엘 정부의 지원을 받는다.
2023년 10월 7일 하마스의 이스라엘 공격 이전에 존재했던 가자로 들어가는 이스라엘 검문소 때문에 이스라엘 정부와 IDF는 가자로 들어가는 인도주의적 원조의 출입을 통제해 왔으며, 수년에 걸쳐 이스라엘 정부의 봉쇄 또는 이스라엘 민간인 행동으로 인해 원조 전달이 여러 번 방해받았다. 2025년 3월 2일 이후, 인도주의적 원조는 가자로 매우 적게 허용되었고, 통합 식량 안보 단계 분류 (IPC)는 가자에서의 기근에 대한 우려를 제기했다. 이스라엘과 미국 양측의 하마스가 원조를 훔치고 있다는 추가 주장(하마스는 부인함) 또한 인도주의적 원조 분배를 방해했다. GHF는 2025년 5월 26일 라파의 새로운 배급 센터에서 작전을 시작했다.
GHF 현장은 주로 Safe Reach Solutions(SRS)와 같은 미국 계약자들이 확보하고 있으며, 이스라엘 군대가 주변을 순찰한다. 현장은 철조망으로 둘러싸여 있으며, 팔레스타인인들을 큰 모래 제방으로 둘러싸인 군사 기지 같은 구조물로 유도한다. 팔레스타인인들은 식량에 접근하기 전에 신분 확인과 하마스와의 관련 여부 조사를 받아야 한다. 유엔은 GHF 계획을 비난하고 인도주의적 원칙을 준수하지 않는 어떤 계획과도 협력하지 않을 것이라고 주장했으며, 대변인은 이스라엘이 가자 지구로 향하는 모든 입구를 개방할 것을 촉구하며 GHF의 작전은 "실제로 필요한 것에서 주의를 돌리는 것"이라고 말했다.

## 사건

### 5월 27일~28일
2025년 5월 27일, GHF는 이스라엘 방위군(IDF)의 감독 하에 라파의 텔알술탄에 있는 배급 센터에서 원조를 배급하기 시작했다. 수천 명의 팔레스타인인들이 식량 꾸러미를 받기 위해 모여들었다. 여성과 어린이를 포함한 군중의 규모는 사람들이 울타리를 넘어 기어오르고 붐비는 통로를 통해 물품에 도달하려 하면서 혼란을 야기했다. GHF에 따르면, 이러한 혼란으로 인해 미군이 일시적으로 캠프에서 철수했고, 일부 가자 주민들은 "안전하게 원조를 받고 흩어졌다."
가자 정부 미디어 사무실은 이스라엘 탱크가 군중에 발포하여 최소 3명이 사망하고 48명이 부상했다고 보고했으며, 이를 "고의적인 학살"과 "완전한 전쟁 범죄"라고 불렀다. 사망자 수는 나중에 10명 사망, 62명 부상으로 업데이트되었다. IDF는 팔레스타인인들에게 발포한 것을 부인하며, 상황을 통제하기 위해 외부 지역에서 "경고 사격"을 했다고 말했다. 유엔 대변인은 이스라엘의 설명을 부인하며 "부상자의 대부분은 IDF의 총격 때문"이라고 밝혔다.
유포된 영상에는 총성이 들리는 가운데 사람들이 패닉에 빠져 배급 센터에서 달아나는 모습이 담겨 있다. 또한 군용 헬리콥터가 하늘에서 조명탄을 발사하는 모습도 보인다.
5월 28일, 가자 정부 미디어 사무실은 IDF가 지난 48시간 동안 원조 배급 현장에서 민간인 10명을 살해하고 62명을 부상시켰다고 밝혔다. 5월 31일, 팔레스타인 의료 소식통에 따르면 라파에서 3명의 팔레스타인인이 원조 배급 센터에 도달하려다 사망했다. 한편, 가자 보건부는 라파 원조 배급 센터에서 사망자 수가 17명, 부상자는 86명, 실종자는 5명으로 늘어났다고 밝혔다.

### 6월 1일~15일
2025년 6월 1일, IDF는 라파의 원조 센터에서 민간인 32명을 살해하고 250명 이상을 부상시켰다. 팔레스타인 적신월사는 구급대원들이 그 지역에서 최소 23명의 사망한 팔레스타인인과 23명의 부상자를 구조했다고 밝혔다. 나세르 병원 응급실에 따르면 150명의 부상자와 28구의 시신이 병원으로 옮겨졌다. GHF는 이에 대해 보도가 "사실이 아니며" 하마스에 의해 "조작되었다"고 주장하며, 자신들의 주장을 뒷받침하기 위해 날짜가 없는 보안 카메라 영상을 공개했는데, 영상에는 평온한 분위기가 담겨 있었다. IDF 또한 보도를 "거짓"이라고 부르며 원조 배급 센터 "내부 또는 근처"에서 발포한 것을 부인했으며, 관련 없는 칸유니스에서의 약탈을 보여주는 드론 영상을 공개했는데, 이 영상에서 팔레스타인 무장 세력은 원조를 받으러 가는 민간인들에게 돌을 던지고 총격을 가했다. 한편, 가자 보건부, 병원 관계자, 여러 증인들은 라파에서의 총격에 이스라엘이 책임이 있다고 증언했다. 국경없는의사회는 나세르 병원의 환자들이 "이스라엘 드론, 헬리콥터, 보트, 탱크, 군인들에게 사방에서 총격을 받았다고 보고했다"고 말했다. CNN 검토 결과, 증인 증언, 비디오 증거, 전문가 분석을 바탕으로 총격은 GHF가 운영하는 장소에서 이스라엘군에 의해 발사되었을 가능성이 높다. 친팔레스타인 소셜 미디어 계정들은 6월 1일 사건을 "위트코프 학살"이라고 지칭했으며, 이는 가자에서의 원조 전달을 인수하려는 이스라엘의 계획을 지지한 미국 중동 특사 스티브 위트코프를 언급한 것이다.
공습 후 영상은 처음에는 원조 센터 근처에서 발생했다고 주장되었지만, 나중에 BBC 검증에 의해 2025년 6월 1일 알마와시에서 원조 센터에서 4.5 km (2.8 마일) 떨어진 곳에서 이전에 보고되지 않은 이스라엘 방위군 공습으로 확인되었다. 이스라엘 방위군은 BBC에 "기술적 및 작전적 오류"로 인해 "마와시 지역을 잘못 공격했다"고 밝혔다.
6월 2일, 가자 정부 미디어 사무실은 IDF가 원조 센터 근처에서 3명을 살해하고 35명을 부상시켰다고 밝혔다. IDF는 병사들이 자신들에게 접근하는 용의자들에게 총격을 가했다고 주장했다. 또한 5월 27일부터 IDF에 의해 75명이 사망하고 400명 이상이 부상당했다고 밝혔다.
6월 3일, 라파의 배급 센터 근처에서 지정된 접근 경로를 벗어난 개인들에게 이스라엘군이 발포했다고 이스라엘군이 밝힌 후 최소 27명의 민간인이 사망하고 161명 이상이 부상당했다. 국제 적십자 위원회는 한편 184명의 부상자를 보고했다. 하마스는 한편 지금까지 최소 102명이 사망하고 490명 이상이 원조를 구하다 부상당했다고 밝혔다. 다음 날, IDF는 원조 센터로 가는 모든 도로를 "전투 지역"으로 선포하여 그날 배급 센터를 폐쇄했다.
가자 인도주의 재단은 나중에 6월 4일에 원조 배급 현장을 폐쇄할 것이라고 밝혔으며, IDF는 그곳으로 가는 경로를 전투 지역으로 선포했다. 현장은 6월 5일에 다시 열렸다.
6월 6일, 라파의 원조 배급 센터 근처에서 팔레스타인인 8명이 사망하고 61명이 부상당했다. 한편, 원조 배급 현장 근처의 사망자 수는 110명 사망, 583명 부상으로 늘어났다.
가자 인도주의 재단은 6월 7일에 원조 센터를 다시 폐쇄하고 하마스가 위협했다고 비난했으며, 다음 날 문을 열 것이라고 밝혔다. 하마스는 이 주장을 부인했다. 같은 날, 원조 배급 센터 근처에서 이스라엘군에 의해 6명의 팔레스타인인이 더 사망하고 여러 명이 부상당했다.
6월 8일, 팔레스타인 보건 관계자들은 라파의 원조 배급 센터에서 이스라엘군에 의해 최소 13명이 사망하고 173명이 부상당했다고 밝혔다. 이스라엘군은 자신들에게 접근하며 경고를 무시한 용의자들에게 경고 사격을 가했지만 사상자는 보지 못했다고 밝혔다. 칸유니스의 나세르 병원으로 11구의 시신이, 자발리아의 알-아우다 병원으로 1구의 시신과 29명의 부상자가 이송되었다. 그곳의 팔레스타인 증인들은 이스라엘군이 인근 라파 시에 있는 현장에서 약 1킬로미터(0.5마일) 떨어진 원형 교차로에서 자신들에게 총격을 가했다고 말했다. 하마스에 따르면 원조 센터에서의 총 민간인 사상자 수는 125명 사망, 736명 부상, 9명 실종으로 늘어났다.
배급 현장에서 반복적으로 발생한 대량 살상 사건의 생존자들은 이스라엘이 지원하는 작전을 원조가 아닌 덫 또는 죽음의 덫이라고 부르기 시작했다.
6월 9일, 원조 배급 현장 근처에서 민간인 14명이 사망하고 99명 이상이 부상당했으며, 팔레스타인인들은 IDF와 동맹을 맺은 인민군 소속 현지 무장 세력이 자신들에게 총격을 가했다고 비난했다. 가자 인도주의 재단은 한편 군중으로 인한 혼란스러운 상황 때문에 텔알술탄에 있는 센터 중 한 곳을 폐쇄했다고 밝혔다.
6월 10일, 가자 보건부에 따르면 원조 배급 현장 근처에서 민간인 36명이 추가로 사망하고 207명이 부상당했다. 이 희생자들은 IDF가 "군인들에게 위협이 되었다"고 주장하는 개인들에게 "용의자들을 멀리하기 위한 경고 사격"이 가해지기 전에 원조를 구하던 중이었다. 이때까지 GHF로부터 원조를 받으려다 최소 163명이 사망하고 1,495명이 부상당했다.
6월 11일 밤에는 GHF 식량 배급 센터 근처에서 25명이 추가로 사망했다. 다시 한번 이스라엘 정부는 "용의자"들에게 경고 사격을 가했다고 주장했지만, 팔레스타인 민방위대는 IDF가 발포했다고 주장했다. 나세르 병원에 따르면 GHF 센터 근처에서 IDF에 의해 14명이 추가로 사망했다. 이 시점에서 GHF 센터 근처에서의 총 사망자는 223명으로 증가했으며, 총 부상자는 1,858명으로 증가했다. 6월 11일에는 IDF에 의해 총 60명이 사망했다.
6월 12일, 원조 배급 센터 근처에서 기다리던 중 이스라엘 드론 공격으로 26명이 추가로 사망했다. 이 시점에서 GHF 원조 센터 근처의 총 사망자는 245명으로, 부상자는 2,152명으로 늘어났다. 가자 인도주의 재단은 한편 하마스가 칸유니스 서쪽에서 20여 명의 팔레스타인 직원을 태운 버스를 공격하여 8명의 원조 직원을 살해하고 21명에게 부상을 입혔으며 일부를 인질로 잡았을 가능성이 있다고 비난했다. 이 단체는 또한 하마스 단원들이 병원 직원들을 위협하여 원조 직원들을 치료하지 못하게 했다고 말했다. 가자 내 소셜 미디어는 하마스가 GHF 직원들과 야세르 아부 샤바브와 연관된 버스를 표적으로 삼았다고 말했다. 같은 사건에 대해 GHF와 협력하는 팔레스타인 단체인 알-카진다르 컴퍼니는 하마스 무장 세력이 직원들을 표적으로 삼아 8명을 살해했다고 말했다. 이 회사 이사는 하마스가 살해된 직원들을 위협했으며 다른 직원들은 구타당하고 총격을 받았다고 말했다. 하마스 통치 가자 지구 경찰은 6월 12일 샤함 부대가 이스라엘이 지원하는 인민군 무장 세력 12명을 살해했으며, 그들의 시신을 보여주는 영상을 공개했다고 주장했다. 인민군은 한편 하마스 무장 세력 5명을 살해했다고 주장했다. 아부 샤바브 그룹은 페이스북에서 자신들의 구성원들이 버스 공격에서 하마스에 의해 표적이 되지 않았다고 말했다. GHF는 아부 샤바브 그룹과 협력하지 않으며, 직원에는 비무장 팔레스타인 노동자와 주로 미국인인 무장 국제 계약자가 포함되어 센터를 경비한다고 말했다. 버스 공격은 하마스가 전주에 GHF와 협력하는 어떤 개인이나 회사도 "결정적이고 타협하지 않는 조치"를 받게 될 것이라고 경고한 후에 발생했다. 하마스는 6월 8일 경고를 재차 반복하며 GHF와 협력하는 사람들을 공격하도록 군대에 명령했다고 말했다. 아부 샤바브 민병대 또한 하마스가 원조 직원을 구금하고 살해했다고 비난했다.
6월 13일부터 14일까지, 원조 배급 센터 근처에서 IDF에 의해 29명의 원조를 구하는 사람들이 추가로 사망하고 380명 이상이 부상당했다. IDF에 의해 사망하고 부상당한 원조를 구하는 사람들의 총수는 각각 274명과 2,532명으로 늘어났다.
6월 15일, GHF 원조 센터 근처에서 최소 17명의 팔레스타인인이 사망했다. 가자 보건부는 원조 현장을 "인간 도살장"에 비유했다.

### 6월 16일~30일
6월 16일 아침, 의료진에 따르면 라파의 원조 현장 근처에서 23명의 원조를 구하는 사람들이 사망하고 200명이 부상당했다. 이때까지 5월 27일부터 현장에서 최소 338명이 사망하고 2,831명 이상이 부상당했으며 9명이 실종되었다.
6월 17일, 팔레스타인 보건부에 따르면 이스라엘군은 59명을 살해하고 221명에게 부상을 입혔으며, 증인들은 이스라엘 병사, 탱크, 드론이 민간인들에게 발포하고 최소 두 발의 이스라엘 포탄이 군중 한가운데 떨어졌다고 보고하며 이 공격을 "학살"이라고 묘사했다. 이는 가자 칸유니스의 원조 배급 센터 근처에서 발생한 살해 사건 중 가장 치명적인 사건이었다. 가자 인도주의 재단에 따르면 이 사건은 유엔 세계 식량 계획 배급 센터 근처에서 발생했다. IDF는 해당 지역에서 발포했음을 인정하고 "사건의 세부 사항은 검토 중"이라는 성명을 발표했다. 원조 현장에서의 총 사망자 수는 이후 397명으로 증가했으며, 3,000명 이상이 부상당했다. 하아레츠는 이것이 이스라엘군이 민간인 군중에게 고의적으로 포격을 사용했기 때문이라고 보도했다.
6월 18일, 알아크사 병원 대변인에 따르면 원조 트럭을 기다리던 중 이스라엘군의 총격으로 최소 12명의 팔레스타인인이 추가로 사망하고 72명이 부상당했다. 팔레스타인 원조를 구하는 사람들의 총 사망자 수는 400명 이상으로 증가했다.
6월 19일, 구조대원과 의료진은 GHF의 부인과 IDF가 네차림에서 접근하는 "용의자"들에게 "경고 사격"을 가했다고 주장했음에도 불구하고, 이스라엘군이 가자 중부의 GHF 현장 근처에서 원조를 기다리던 팔레스타인인 12명을 살해하고 60명에게 부상을 입혔다고 보고했다.
6월 20일, 증인과 의료진은 GHF의 부인과 IDF가 모인 팔레스타인인들에게 "경고 사격"을 가했다고 주장했으며, IDF 항공기가 접근하는 "용의자"들을 공격했음을 인정했음에도 불구하고, 이스라엘 탱크와 드론이 수천 명의 팔레스타인 원조를 구하는 사람들에게 발포하여 가자 중부의 GHF 현장 근처에서 23명이 사망하고 100명 이상이 부상당했다고 보고했다.
팔레스타인 민방위대에 따르면 6월 21일 IDF 총격으로 8명이 사망했다. 이 시점에서 원조 현장에서 사망한 총 인원은 450명으로, 부상자 수는 3,466명으로 늘어났다.
6월 22일, 가자의 언론 매체들은 라파에서 인도주의적 원조를 기다리던 중 IDF 총격으로 6명이 사망하고 수십 명이 부상당했다고 보도했다.
6월 24일, 팔레스타인 병원과 증인들은 IDF 군대와 드론이 수백 명의 원조를 기다리던 군중에게 발포하여 최소 40명을 살해했다고 밝혔다. 이 기간 동안 원조를 구하던 중 사망한 총 인원은 516명으로, 3,799명 이상이 부상당했다.
6월 26일, 네차림 회랑에서 원조를 기다리던 중 이스라엘군에 의해 3명이 사망하고 여러 명이 부상당했다. 이때까지 사망자 수는 549명으로 증가했으며, 최소 4,066명이 부상당했고 39명은 여전히 실종 상태였다.
6월 27일, 이스라엘 총격으로 별도의 현장에서 원조를 기다리던 10명이 사망했다. 6월 27일 현재, 유엔 인권최고대표사무소의 라비나 샴다사니 대변인이 7월 4일에 밝힌 바에 따르면, 최소 613명의 팔레스타인 원조를 구하는 사람들이 사망했으며, 이 중 509명은 GHF 배급 지점 근처에서 사망했다.
6월 29일 현재, 가자 보건부는 문서화할 수 있는 팔레스타인 사상자 수를 사망 583명, 부상 4,186명으로 업데이트했다.
6월 30일, 칸유니스에서 이스라엘군과 드론이 원조를 기다리던 군중에게 "무차별적으로" 발포하여 23명이 사망했다.

### 7월 1일~현재
7월 3일, 칸유니스 남서부 알-탈리야 지역에서 원조를 기다리던 중 최소 15명이 사망했다. 네차림 회랑 근처에서도 25명이 추가로 사망했다.
7월 5일, 가자 당국은 지난 24시간 동안 이스라엘군이 원조 배급 현장 근처에서 23명을 살해했다고 보고했지만, 정확한 장소와 방법은 밝히지 않았다. 이스라엘군은 즉각적인 언급이 없었다. 같은 날, 가자 인도주의 재단의 미국인 원조 직원 두 명이 하마스 요원들에 의해 식량 배급 현장에서 부상을 입었다. 요원들은 직원들에게 수류탄 두 발을 던져 가벼운 부상을 입혔다. IDF는 미국인들이 필요한 의료 치료를 받았다고 보고했다. 이 시점에서 보건 관계자들에 따르면 GHF 시설에서 원조를 구하던 중 최소 743명의 팔레스타인인이 사망하고 4,831명 이상이 부상당했다.
7월 7일까지, 유엔 인권최고대표사무소 (OHCHR)는 GHF 원조 현장 근처 또는 원조 호송대 경로에서 798건의 살해 사건을 기록했다.
7월 11일, 가자 민방위국은 이스라엘군이 라파 북부 알-샤쿠시에서 원조를 기다리던 팔레스타인인 10명을 살해했다고 보고했다.
7월 12일, 이스라엘군은 알-샤쿠시에 있는 GHF의 원조 배급 센터 근처에서 원조를 구하는 팔레스타인인들에게 직접 발포하여 30명 이상을 살해했다.
7월 13일 현재, 유엔 인권사무소는 가자에서 원조를 구하는 팔레스타인인 875명이 사망했다고 확인했으며, 이 중 674명은 GHF 현장 근처에서, 나머지 201명은 원조 호송대 경로 근처 또는 위에서 사망했다.
7월 16일, 칸유니스의 원조 현장에서 최소 21명의 팔레스타인인이 최루탄이 발사된 후 발생한 압사 및 질식으로 사망했다.
7월 18일, 민방위 대변인 마흐무드 바살은 이스라엘이 라파 북서부 알-샤쿠시의 GHF 원조 센터 근처에서 9명의 원조를 구하는 사람들을 살해했으며, 가자시 남부 네차림 회랑 근처의 다른 GHF 현장에서도 1명을 살해하고 8명에게 부상을 입혔다고 발표했다.
7월 19일, 증인과 병원 관계자들은 IDF가 두 곳, 즉 칸유니스 동쪽 GHF 원조 거점에서 2마일 떨어진 테이나와 라파에 있는 GHF 원조 거점에서 수백 야드 북쪽에 있는 샤쿠시에서 32명 이상의 팔레스타인 원조를 구하는 사람들에게 총격을 가해 살해했다고 보고했다.
7월 20일, IDF에 의해 가자 전역에서 원조를 구하던 중 최소 94명의 팔레스타인인이 사망했으며, 이 중 81명 이상은 지킴 국경 검문소를 통해 들어오는 원조를 받으려다 사망했다. 150명 이상이 부상당했다. 유엔 세계 식량 계획은 25대의 원조 트럭에 접근하려던 중 이스라엘군의 총격을 받은 대규모 군중을 만났다고 보고했다.

## 보고
2025년 6월 말, 하아레츠는 GHF 원조 배급 현장에 배치된 여러 IDF 병사 및 장교들과 인터뷰한 기사를 발표했다. 병사들은 식량 배급 센터가 개방되기 전에 도착한 비무장 원조를 구하는 사람들에게 발포하여 "멀리 떨어지게 하고" 폐쇄된 후에는 군중을 해산시키라는 명령을 받았다고 말했다. 한 병사는 이스라엘 신문에 "상대편"에서 총격이 있었다는 것을 알지 못했다고 말했다. 원조 센터의 개방 시간이 항상 일치하지 않기 때문에, 팔레스타인인들은 다양한 시간에 접근했고, 이는 하아레츠가 인터뷰한 병사에 따르면 혼란과 피해에 기여했다. 이 작전은 어린이 게임 빨간불, 초록불의 이스라엘 버전의 이름을 따서 "작전 소금에 절인 생선"이라고 불렸다고 한다.
2025년 6월 27일, 가자 정부 미디어 사무실은 가자의 GHF 원조 센터에서 배급된 밀가루 자루에서 옥시코돈 "마약성 약물"을 발견한 것에 대해 "깊은 우려와 규탄"을 표명했다. 사무실은 이스라엘이 "중독을 퍼뜨리고 팔레스타인 사회 구조를 파괴하는 극악무도한 범죄"에 대해 전적으로 책임이 있다고 말했으며, "우리는 지금까지 밀가루 자루 안에서 이러한 약물들을 발견한 시민들의 증언 4건을 기록했다. 더 심각한 것은 이러한 마약성 물질 중 일부가 밀가루 자체에 고의적으로 분쇄되거나 용해되었을 가능성인데, 이는 범죄의 범위가 넓어지고 공중 보건을 직접적으로 겨냥하는 심각한 공격으로 변모함을 시사한다."라고 밝혔다.
두 명의 미국 계약자에 따르면, 그들의 동료들은 배고픈 팔레스타인인들에게 실탄을 발사하고, 섬광탄을 던지고, 페퍼 스프레이를 사용했다고 한다. 그들은 또한 고용된 보안 요원들이 종종 자격 미달이었고 "원하는 대로 할 수 있는 면허를 가진 것 같았다"고 보고했다. SRS 대변인은 그들의 현장에서는 심각한 부상이 없었으며, 보안 요원들이 "군중 통제 조치가 민간인의 안전과 보안을 위해 필요했던 절망의 절정" 동안 민간인의 주의를 끌기 위해 실탄을 발사했다고 말했다. AP 통신은 계약자들이 이러한 조치 외에도 미국 계약자들이 의심스러운 사람들을 문서화하고 해당 정보를 IDF와 공유했다고 보고했다고 덧붙였다. GHF 대변인은 이러한 이야기들을 자신들의 노력이 실패하는 것을 "이해관계가 있는" 사람들에게 돌렸다. SRS는 하마스가 원조 현장을 적극적으로 위협했다고 주장하는 반면, AP와 인터뷰한 계약자 중 한 명은 현장에서 하마스로부터 위협을 "느낀 적이 없다"고 말했다.

## 반응

### 국가 행위자
- 이스라엘: IDF 대변인 에피 데프린은 하마스가 "소문을 퍼뜨리고" "노골적으로 폭력적으로 가자 주민들이" 원조에 접근하는 것을 "막으려 한다"고 비난했다.[46]
- 미국: 이스라엘 주재 미국 대사 마이크 허커비는 언론 매체들이 "무모하고 무책임한 보도"를 하고 있다며 "이러한 오해의 소지가 있는, 과장되고, 완전히 조작된 이야기들의 유일한 출처는 하마스였다"고 말했다.[46]
- 프랑스: 프랑스는 6월 24일 가자에서 원조 배급 현장 주변에 모인 민간인들을 겨냥한 이스라엘의 총격을 규탄하며, 수십 명의 사망자와 부상자가 발생했다고 밝혔다.[121]
- 스위스: 스위스 당국은 GHF의 제네바 지부에 경고를 발령하며 "법적으로 의무화된 조직의 결함을 시정"하지 않으면 30일 이내에 법원 또는 규제 조치에 직면할 것이라고 요구했다.[122]
- 팔레스타인: 파타가 운영하는 팔레스타인 자치 정부는 하마스가 "미국 원조 센터와 협력하고 있다는 구실로" 가자 주민들을 체계적으로 살해하고 있다고 비난했다.[123]
- 7월 21일, 호주, 오스트리아, 벨기에, 캐나다, 덴마크, 에스토니아, 핀란드, 프랑스, 아이슬란드, 아일랜드, 이탈리아, 일본, 라트비아, 리투아니아, 룩셈부르크, 네덜란드, 뉴질랜드, 노르웨이, 폴란드, 포르투갈, 슬로베니아, 스페인, 스웨덴, 스위스, 영국 및 유럽 연합 평등 위원, 준비 및 위기 관리 위원의 외교 장관들은 가자 전쟁의 즉각적인 종식을 요구하는 공동 성명을 발표하며 이스라엘의 원조 배급 모델을 "위험하고, 불안정을 조장하며, 가자 주민들의 인간 존엄성을 박탈한다"고 묘사했다.[124][125]

### 비국가 행위자
- 틀:나라자료 Hamas: 하마스는 "거짓 인도주의적 가면" 아래에서 발생하는 학살을 "완전한 전쟁 범죄"라고 규탄하고, "미국-이스라엘 원조 센터"가 "죽음의 덫"으로 변했다고 비난했다.[126]
- 인민군: 이스라엘이 지원하는 인민군의 지도자인 야세르 아부 샤바브는 학살을 부인하며 "처형과 살해에 대한 소문은 테러, 억압, 불의한 통치로부터 변화와 해방을 추구하는 사람들의 마음에 두려움을 심으려는 하마스의 부패하고 용병적이며 범죄적인 자들이 퍼뜨리는 것"이라고 주장했다.[76]
- 가자 인도주의 재단: GHF는 여러 차례 원조 현장 근처에서 발생한 총격을 부인하며 "현재까지 GHF 현장 내부 또는 주변 지역에서 단 한 건의 사건도 발생하지 않았으며, 운영 시간 중에도 어떤 사건도 발생하지 않았다"고 주장했다.[127][94] 임시 이사 존 에이커는 하마스가 GHF 직원을 공격했다고 비난하며 "하마스의 비겁한 살인자들에게 최선의 대응은 우리를 믿고 있는 가자 주민들을 위해 계속 식량을 배달하는 것이라고 결정했다"고 말했다.[76]

### 초국가적 조직
- 틀:나라자료 United Nations: 유엔 사무총장 안토니우 구테흐스는 "원조를 구하던 중 팔레스타인인들이 사망하고 부상당했다는 보고에 경악했다"고 말하며 팔레스타인인 살해에 대한 독립적인 조사를 촉구했다.[46]
  - 유엔 팔레스타인 난민 구호 사업 기구 총괄 국장 필리프 라자리니는 이 살해 사건을 "존엄성을 훼손하고" "안전하지 않으며", "잔학 행위에서 주의를 돌리는 것"이라고 비난했다. 그는 또한 이 메커니즘을 "혐오스럽고" "죽음의 덫"이라고 불렀다.[128] 유엔 원조 조정 사무소 대변인 옌스 라에르케는 또한 GHF 계획이 "실제로 필요한 것, 즉 가자로 통하는 모든 통로의 재개방, 가자 내 안전한 환경, 그리고 우리가 국경 바로 밖에 가지고 있는 모든 긴급 구호품에 대한 허가 및 최종 승인의 더 빠른 촉진에서 주의를 돌리는 것"이라고 비난했다.[129]
  - 유니세프는 미국이 지원하고 이스라엘이 지원하며 GHF가 운영하는 원조 배급 시스템이 "절망적인 상황"을 악화시키고 있다고 비난했다.[94]
  - OHCHR 대변인 타민 알-키탄은 자신이 "이스라엘의 군사화된 인도주의 지원 메커니즘"이라고 부른 것을 "원조 배급의 국제 표준"에 위배된다고 비난하며, 민간인에 대한 식량 무기화는 "전쟁 범죄를 구성한다"고 덧붙였다.[128]

- 유럽연합: 5월 27일 사건 다음 날, EU 외교 정책 책임자 카야 칼라스는 GHF가 운영하는 원조 메커니즘을 비판하며 "인도주의적 원조 배급의 어떤 종류의 민영화도" 지지하지 않는다고 말했다.[130]

### 비정부 기구
- 국경없는의사회는 공격으로 부상당한 사람들을 받았다고 보고했으며, 이를 "학살"이라고 부르며 "민간인을 죽이는 강제 이주 명령과 폭격 작전과 함께, 이러한 방식으로 원조를 무기화하는 것은 인도에 반한 죄를 구성할 수 있다"고 밝혔다.[131]

## 같이 보기
- 밀가루 학살
- 가자 전쟁 중 인도주의적 원조
- 이스라엘의 가자 지구 원조 공급 봉쇄
- 이스라엘의 전쟁범죄
- 월드 센트럴 키친 지원 호송대 공격